# هيجرين
الهيجرين (بالإنجليزية: Hygrine )‏ هو عبارة عن مادة شبه قلوية «قلويدية» من فئة البيروليدين تتواجد بشكل رئيس في أوراق نبات الكوكا (0.2%) . وقد تم عزلها لأول مرة بواسطة كارل ليبرمان عام 1889م، (وذلك جنباً إلى جنب مع المركب ذو الصلة الكوسكوهيجرين) وذلك بوصفه مادة شبه قلوية مصاحبة للكوكايين على نبات الكوكا . ويتم استخراج هذه المادة على شكل زيت أصفر كثيف له طعم ورائحة نفاذة .